# 北新横浜駅
北新横浜駅（きたしんよこはまえき）は、神奈川県横浜市港北区北新横浜一丁目にある、横浜市営地下鉄ブルーライン（3号線）の駅である。駅番号はB26。
当駅周辺地区は、横浜市における都心（ツインコア）の一つである「新横浜都心」に指定されている。あざみ野方面から横浜国際総合競技場（日産スタジアム）へはこの駅で降りると近い。

## 概要

趙慶姫「透明な光と影」（1993年）

駅の両側を、地下鉄の建設とともに整備された都市計画道路宮内新横浜線に挟まれ、東側は農業振興地域、西側は準工業地域で中小の工場とともに住宅が混在する地域に位置する。駅の東側約300mのところに新羽車両基地がある。
駅のデザインは、道路に面していることから壁面で圧迫感を感じさせないようにするために屋根をアーチ状にして低く見せると同時に、建物全体の柔らかみを出している。コンコースに面する部分は、連続したガラス面を多用し建物の開放感を持たせている。プラットフォームは、天井の仕上げに曲線を使用し、柱・壁の仕上げに明るい色調の材料を使用することにより、明るく温かみのある空間としてデザインされている。
また改札内の壁面には、ガラスを用いたパブリックアート「透明な光と影」（趙慶姫 作）が設置されている。これは開業当時、駅の近くに資生堂リサーチセンターがあった縁で、資生堂から寄贈されたものである。

## 歴史
- 1993年（平成5年）3月18日 - 新横浜北駅（しんよこはまきたえき）として開業[2]。
- 1999年（平成11年）8月29日 - 北新横浜駅に改称[7]。
- 2007年（平成19年）4月21日 - ホームドアの使用を開始。
- 2012年（平成24年）4月20日 - docomo Wi-Fiによる公衆無線LANサービス開始。

### 駅名について
開通前の計画段階での仮称は「南新羽」だったが、「新横浜の名前を使用したい」という地元の要望により、新横浜の北に位置することから「新横浜北駅」と命名された。しかし、あざみ野方面からの乗客が新横浜駅と間違えて下車する事態が多発したため、当駅が新横浜駅でないことを示す貼り紙の掲出や車内アナウンスで注意を呼びかけるなどしたがあまり効果はなかった。そこで、開業から6年後の1999年、戸塚 - 湘南台間の延伸と同時に後ろにあった『北』を前に持って来る措置が採られた。その後、駅所在地の地名も再開発による町域分割に伴い新羽町から北新横浜へ変更された。

## 駅構造

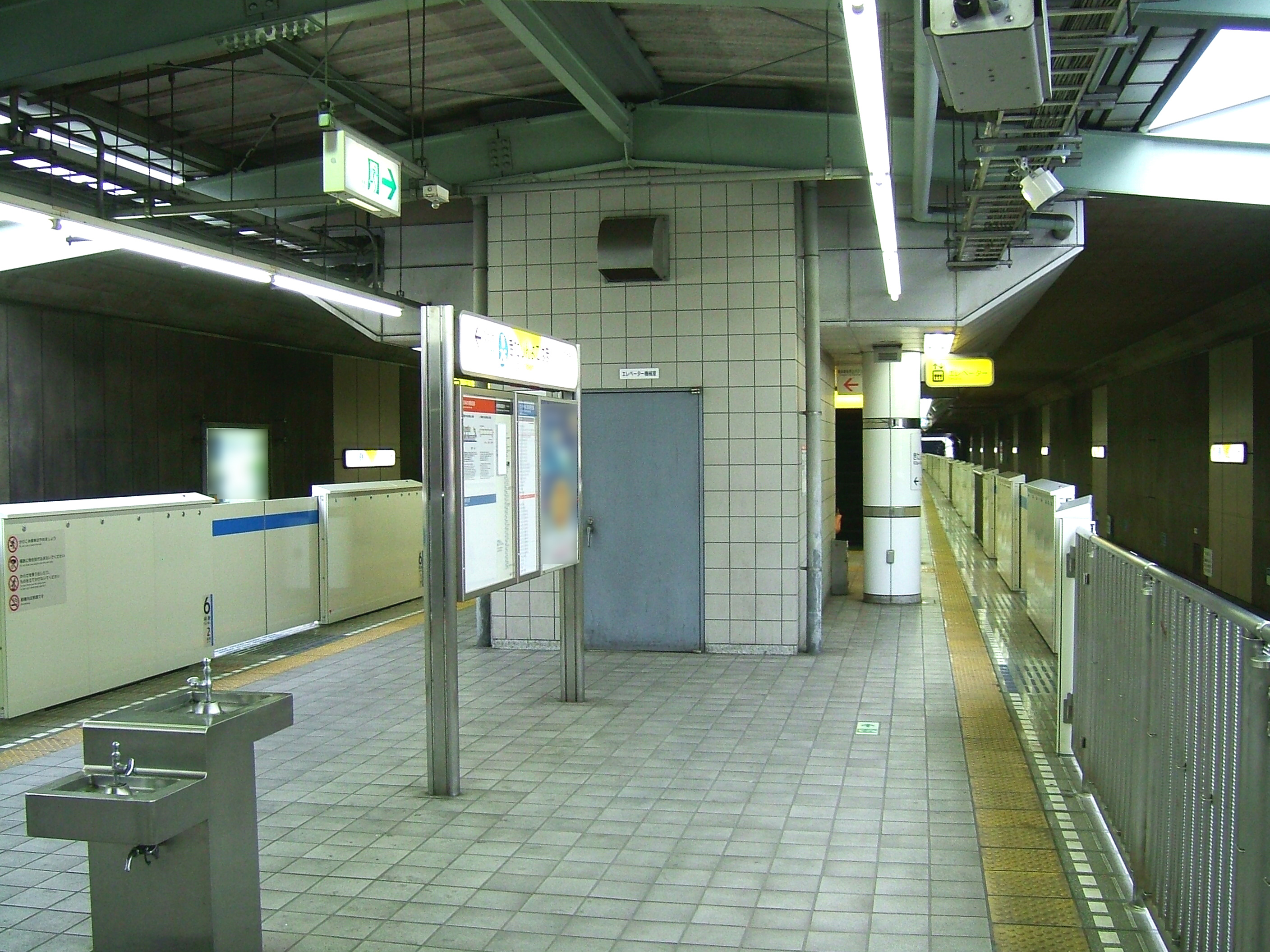
ホーム（2008年3月）

島式ホーム1面2線を有する地下駅。ホームのあざみ野寄りは掘割構造で、横浜市営地下鉄の地下駅としては浅く、地下1階にある。そのため、外光を取り入れることができる構造となっている。駅舎は都市計画道路の宮内新横浜線の上下線に挟まれた地上部にある。

### のりば
| 番線 | 路線         | 行先         |
| ---- | ------------ | ------------ |
| 1    | ブルーライン | 湘南台方面   |
| 2    | ブルーライン | あざみ野方面 |

- 上表の路線名は旅客案内上の名称（愛称）で記載している。

## 利用状況
2024年度の1日平均乗降人員は12,913人（乗車人員：6,423人、降車人員：6,490人）であり、年々微増傾向にある。
近年の1日平均乗降・乗車人員の推移は下記の通り。
| 年度               | 1日平均 乗降人員 | 1日平均 乗車人員 | 出典     |
| ------------------ | ---------------- | ---------------- | -------- |
| 1992年（平成04年） |                  | 1,873            |          |
| 1993年（平成05年） |                  | 1,503            |          |
| 1994年（平成06年） |                  | 1,806            |          |
| 1995年（平成07年） |                  | 1,914            | [ * 1 ]  |
| 1996年（平成08年） |                  | 1,911            |          |
| 1997年（平成09年） |                  | 2,188            |          |
| 1998年（平成10年） |                  | 2,334            | [ * 2 ]  |
| 1999年（平成11年） | 4,782            | 2,324            | [ * 3 ]  |
| 2000年（平成12年） | 4,900            | 2,381            | [ * 3 ]  |
| 2001年（平成13年） | 4,948            | 2,372            | [ * 4 ]  |
| 2002年（平成14年） | 4,917            | 2,428            | [ * 5 ]  |
| 2003年（平成15年） | 5,141            | 2,538            | [ * 6 ]  |
| 2004年（平成16年） | 5,873            | 2,986            | [ * 7 ]  |
| 2005年（平成17年） | 6,906            | 3,503            | [ * 8 ]  |
| 2006年（平成18年） | 7,626            | 3,844            | [ * 9 ]  |
| 2007年（平成19年） | 8,724            | 4,350            | [ * 10 ] |
| 2008年（平成20年） | 10,405           | 5,187            | [ * 11 ] |
| 2009年（平成21年） | 10,829           | 5,389            | [ * 12 ] |
| 2010年（平成22年） | 11,193           | 5,567            | [ * 13 ] |
| 2011年（平成23年） | 11,795           | 5,870            | [ * 14 ] |
| 2012年（平成24年） | 12,226           | 6,081            | [ * 15 ] |
| 2013年（平成25年） | 12,220           | 6,082            | [ * 16 ] |
| 2014年（平成26年） | 11,901           | 5,905            | [ * 17 ] |
| 2015年（平成27年） | 12,344           | 6,134            | [ * 18 ] |
| 2016年（平成28年） | 12,365           | 6,143            | [ * 19 ] |
| 2017年（平成29年） | 12,536           | 6,229            | [ * 20 ] |
| 2018年（平成30年） | 12,793           | 6,358            | [ * 21 ] |
| 2019年（令和元年） | 12,471           | 6,201            | [ * 22 ] |
| 2020年（令和02年） | 10,315           | 5,137            |          |
| 2021年（令和03年） | 11,098           | 5,525            |          |
| 2022年（令和04年） | 11,850           | 5,903            |          |
| 2023年（令和05年） | 12,294           | 6,120            |          |
| 2024年（令和06年） | 12,913           | 6,423            |          |

備考
1. ↑  1993年3月18日開業。開業日から同年3月31日までの計14日間を集計したデータ。

## 駅周辺
- 横浜市交通局 新羽車両基地
- 新羽町長島地区 - 鶴見川のそばで工場が多く立地する。再開発が進行中である。
- 首都高速神奈川7号横浜北線 新横浜出入口
- 宮内新横浜線
- 神奈川県立新羽高等学校
- 横浜市立新羽中学校
- 横浜市立新羽小学校
- エスポット新横浜店
- 横浜国際総合競技場（日産スタジアム） - 乗降駅の一つとしてアナウンスされる。
- 専念寺
- Hyundai Customer Experience Center 横浜

## バス路線
- 最寄りのバス停留所は宮内新横浜線上の北新横浜駅、または西へ徒歩5分程神奈川県道13号横浜生田線上の専念寺前になる。いずれも東急バスが運行している。

| 乗り場 | 系統名 | 行先     | 備考        |
| ------ | ------ | -------- | ----------- |
| 1      | 新横81 | 新羽駅   | 平日3本のみ |
| 2      | 新横81 | 新横浜駅 | 平日2本のみ |

| 乗り場 | 系統名               | 主要経由地               | 行先       |
| ------ | -------------------- | ------------------------ | ---------- |
| 1      | 綱72・(系統番号なし) | 鳥山大橋                 | 新横浜駅   |
| 1      | 新横82               | 又口橋                   | 新横浜駅   |
| 2      | 綱72                 | 新羽駅前・四つ家・吉田橋 | 綱島駅     |
| 2      | （系統番号なし）     |                          | 新羽営業所 |

## 隣の駅
横浜市営地下鉄
 ブルーライン（3号線）
■快速
通過
■普通
新横浜駅 (B25) - 北新横浜駅 (B26) - 新羽駅 (B27)